# The Collector (musikalbum)
The Collector är ett samlingsalbum av den svenske popsångaren Andreas Johnson, släppt 7 mars 2007. Efter ett album med Planet Waves och fem soloalbum kommer nu ett samlingsskiva med de största hitlåtarna från de olika albumen men även med Andreas bidrag till den svenska Melodifestivalen 2007, "A Little Bit of Love", samt två andra nyskrivna låtar.

## Låtlista
1. Go for the Soul - 3:44
2. A Little Bit of Love - 3:08
3. Glorious - 3:27
4. Sing for Me - 3:04
5. Shpw Me Love - 4:02
6. The Games We Play - 3:49
7. Do What You Want - 3:23
8. People - 4:11
9. Shine - 3:42
10. Seven Days - 2:55
11. Crush - 3:32
12. End of the World - 4:15
13. Waterfall - 4:19
14. Pretty Ones - 3:13
15. Superficial - 4:03
16. Still My World - 3:11

## Listplaceringar
| Lista (2007) | Topplacering |
| ------------ | ------------ |
| Sverige      | 3            |